# بنات إبليس (فلم)
بنات إبليس هو فيلم غموض مصري، من إخراج علي عبد الخالق. وسيناريو وحيد حامد وبطولة فريد شوقي، مديحة كامل، سعيد صالح، زيزي مصطفى، توفيق الدقن، مجدي وهبة، إسعاد يونس، نجوى فؤاد، وحيد سيف وأحمد بدير، صدر الفيلم في 30 يونيو 1984.

## نبذه
يصل رجل غريب إلى قرية الصيادين، يبحث عن ولده غير الشرعي ليسلمه ميراثه ويموت ويترك المبلغ كأمانة مع كبير الصيادين ويشك كبير الصيادين في ثلاث نساء من القرية كان لهم ماضٍ ويحاول أن يعرف من منهن أم الولد المطلوب والنتيجة أنه أشعل نار الفتنة والشك في كل رجال القرية.

## طاقم العمل
- فريد شوقي بدور الريس مصطفى
- مديحة كامل بدور شمس الملوك
- سعيد صالح بدور شعلان
- زيزي مصطفى بدور جليلة
- توفيق الدقن بدور الغريب
- مجدي وهبة بدور غانم
- إسعاد يونس بدور رسمية
- نجوى فؤاد بدور تفيدة
- وحيد سيف بدور دعشوش
- أحمد بدير بدور بهلول

## وصلات خارجية
- مقالات تستعمل روابط فنية بلا صلة مع ويكي بيانات